# Effektstärke
Effektstärke (auch Effektgröße) bezeichnet das mit Hilfe statistischer Kenngrößen quantifizierbare Ausmaß eines empirischen Effekts und wird zur Verdeutlichung der praktischen Relevanz der Ergebnisse statistischer Tests herangezogen. Zur Messung der Effektstärke werden unterschiedliche Effektmaße verwendet.

## Definition
Es sind unterschiedliche Maße der Effektstärke in Gebrauch. Nach Cohen sollte für eine Maßzahl der Effektstärke gelten:
1. Sie ist eine dimensionslose Zahl,
2. sie hängt nicht von der Maßeinheit der Ursprungsdaten ab,
3. sie ist, im Gegensatz zu Teststatistiken, unabhängig von der Stichprobengröße und
4. ihr Wert sollte nahe bei Null liegen, wenn die Nullhypothese des zugehörigen Tests nicht abgelehnt wurde.

## Beispiel
Verglichen wird die Intelligenzleistung von Kindern, die nach einer neuen Methode unterrichtet wurden, mit Kindern, die nach der herkömmlichen Methode unterrichtet wurden. Wenn eine sehr große Anzahl von Kindern pro Stichprobe erfasst wurde, können schon Unterschiede von beispielsweise 0,1 IQ-Punkten zwischen den Gruppen signifikant werden. Ein Unterschied von 0,1 IQ-Punkten bedeutet aber trotz eines signifikanten Testergebnisses kaum eine Verbesserung.
Rein anhand der Signifikanz (p-Wert) des Ergebnisses könnte die Schlussfolgerung sein, dass die neue Methode eine bessere Intelligenzleistung bewirkt, und die alte Lehrmethode würde unter womöglich hohem Kostenaufwand abgeschafft werden, obwohl der tatsächlich erzielte Effekt – eine Steigerung um 0,1 Punkte – diesen Aufwand kaum rechtfertigt.

## Verwendung in der Forschung
Effektstärke bezeichnet bei Experimenten (insbesondere in der Medizin, den Sozialwissenschaften und der Psychologie) das Ausmaß der Wirkung eines experimentellen Faktors. Bei Regressionsmodellen dient sie als Indikator für den Einfluss einer Variablen auf die erklärte Variable. Effektgrößen werden bei Metaanalysen berechnet, um die Ergebnisse von verschiedenen Studien in einem einheitlichen Maß – der Effektgröße – miteinander vergleichen zu können.
Die Effektgröße kann einerseits nach einer Untersuchung berechnet werden, um Unterschiede zwischen Gruppen in einem standardisierten Maß vergleichen zu können. Allerdings kann es auch sinnvoll sein, eine Mindesteffektgröße vor der Durchführung einer Untersuchung bzw. eines Tests festzulegen. Nehmen wir an, es wurde ein Experiment mit einem Faktor mit nur sehr kleiner Wirkung auf den untersuchten Parameter durchgeführt. Ein anschließender statistischer Test, der auf einem sehr großen Stichprobenumfang basiert, wird dennoch sehr wahrscheinlich signifikant. Die sich daraus ergebende Ablehnung der Nullhypothese könnte zu der Annahme verleiten, dass der untersuchte Faktor praktische Bedeutung besitzt. Dass das jedoch nicht der Fall ist, wird durch die kleine Effektstärke angezeigt.

## Effektstärke und statistische Signifikanz
In der praktischen Anwendung statistischer Tests wird ein kleiner p-Wert häufig mit einer hohen Effektstärke assoziiert. Zwar ist es tatsächlich der Fall, dass unter Beibehaltung der anderen Parameter einer Testsituation (Stichprobengröße, gewähltes Signifikanzniveau, erforderliche Trennschärfe) ein kleinerer p-Wert mit einer größeren Effektstärke assoziiert ist. Dieses {\displaystyle p} ist allerdings nur die Irrtumswahrscheinlichkeit und sein konkreter Wert hängt vom jeweiligen statistischen Test (bzw. der zugrundeliegenden Verteilungen) und dem Stichprobenumfang ab (größere Stichproben erzeugen systematisch kleinere p-Werte), sodass er etwa für Vergleiche zwischen Ergebnissen unterschiedlicher Tests oder unterschiedlich großer Stichproben nicht aussagekräftig ist. Von einem Maß für die Effektstärke erwartet man aber, dass es sich sinnvoll für solche Vergleiche heranziehen lässt.
Es ist – z. B. bei der Durchführung einer Meta-Analyse – möglich, aus einer berichteten Irrtumswahrscheinlichkeit eine zugeordnete Effektstärke zu bestimmen, wenn die Stichprobengröße bekannt ist. Ein statistischer Test besteht im Wesentlichen daraus, anhand einer speziellen (sinnvollerweise nicht-zentralen) Stichprobenverteilung für die verwendete Teststatistik (z. B. {\displaystyle F} beim F-Test für eine Varianzanalyse oder {\displaystyle T} beim t-Test) zu überprüfen, ob der empirisch gefundene Wert der Statistik plausibel (oder unplausibel) ist, wenn man annimmt, eine spezielle zu überprüfende Nullhypothese sei korrekt. Aus der gegebenen Irrtumswahrscheinlichkeit {\displaystyle p}, der Information über die Stichprobengröße {\displaystyle n} und anderen erforderlichen Parametern der gewählten Verteilung lässt sich dann die Effektstärke des Testergebnisses berechnen. In ähnlicher Weise kann ein berichtetes eingehaltenes Signifikanzniveau dazu verwendet werden, eine Abschätzung zu geben, wie groß die Effektstärke mindestens gewesen sein muss, damit für eine gegebene Stichprobengröße das berichtete Signifikanzniveau eingehalten werden konnte.
In der Fisherschen Testtheorie kann der p-Wert eine Effektgröße darstellen, da ein kleiner p-Wert als hohe Wahrscheinlichkeit für das Zutreffen der Forschungshypothese interpretiert wird. Bedingt durch die Standardisierung der Teststatistiken kann jedoch durch Vergrößern der Stichprobe jeder Effekt signifikant „gemacht“ werden. Unter Neyman-Pearson ist allerdings der Tatsache Rechnung zu tragen, dass ein Annehmen der Forschungshypothese immer mit einem Ablehnen der Nullhypothese einhergeht. Ein Ergebnis, das unter der Nullhypothese hochsignifikant wird, kann unter der Forschungshypothese noch viel unwahrscheinlicher sein, da sich die Trennschärfe extrem reduziert. Als Effektgröße ist der p-Wert somit nicht geeignet, da der Effekt in der Forschungshypothese zu klein sein kann, um praktische Bedeutung zu haben.

## Maßzahlen für die Effektstärke

### Bravais-Pearson-Korrelationskoeffizient
Der Bravais-Pearson-Korrelationskoeffizient {\displaystyle r} ist eine der meistgenutzten und ältesten Maßzahlen für Effektstärken bei Regressionsmodellen. Sie erfüllt in natürlicher Weise die Anforderungen, die Cohen an eine Effektstärke stellte.
Nach Cohen indiziert {\displaystyle |r|\geqq 0{,}1} einen kleinen Effekt, {\displaystyle |r|\geqq 0{,}3} einen mittleren und {\displaystyle |r|\geqq 0{,}5} einen starken Effekt.
Alternativ kann das Bestimmtheitsmaß {\displaystyle R^{2}} benutzt werden.

### Cohensd
Cohens d ist die Effektgröße für Mittelwertunterschiede zwischen zwei Gruppen mit gleichen Gruppengrößen {\displaystyle n} sowie gleichen Gruppenvarianzen {\displaystyle \sigma ^{2}} und hilft bei der Beurteilung der praktischen Relevanz eines signifikanten Mittelwertunterschieds (siehe auch t-Test):
{\displaystyle D={\frac {\mu _{1}-\mu _{2}}{\sigma }}.}
Als Schätzer für gleiche Gruppengrößen und unterschiedliche Varianzen wurde von Cohen
{\displaystyle d={\frac {{\bar {x}}_{1}-{\bar {x}}_{2}}{\sqrt {(s_{1}^{2}+s_{2}^{2})/2}}}}
angegeben, wobei {\displaystyle {\bar {x}}_{i}} den jeweiligen Mittelwert aus den beiden Stichproben und {\displaystyle s_{i}^{2}} die geschätzten Varianzen aus den beiden Stichproben nach der Gleichung
{\displaystyle s_{i}^{2}={\frac {1}{n-1}}\sum _{j=1}^{n}{(x_{ji}-{\bar {x}}_{i})^{2}}} bezeichnen.
Nach Cohen bedeutet ein {\displaystyle d} zwischen 0,2 und 0,5 einen kleinen Effekt, zwischen 0,5 und 0,8 einen mittleren und ein {\displaystyle d} größer als 0,8 einen starken Effekt.

#### Ungleiche Gruppengrößen und Gruppenvarianzen
Andere Autoren als Cohen schätzen die Standardabweichung {\displaystyle \sigma } mit Hilfe der gepoolten Varianz als
{\displaystyle s={\sqrt {\frac {(n_{1}-1)s_{1}^{2}+(n_{2}-1)s_{2}^{2}}{n_{1}+n_{2}-2}}}}
mit
{\displaystyle s_{i}^{2}={\frac {1}{n_{i}-1}}\sum _{j=1}^{n_{i}}(x_{j,i}-{\bar {x}}_{i})^{2}.}

#### Umrechnung inr
Wird die Zugehörigkeit zu der einen Stichprobe mit Null und zu der anderen mit Eins kodiert, so kann ein Korrelationskoeffizient {\displaystyle r} berechnet werden. Er ergibt sich aus Cohens {\displaystyle d} als
{\displaystyle r={\frac {d}{\sqrt {d^{2}+{\frac {(n_{1}+n_{2})^{2}}{n_{1}n_{2}}}}}}}.
Im Gegensatz zu Cohens {\displaystyle d} ist der Korrelationskoeffizient {\displaystyle r} nach oben durch Eins beschränkt. Cohen schlug vor, von einem schwachen Effekt ab einem r=0,10, einem mittleren Effekt ab einem r=0,30 und einem starken Effekt ab r=0,50 zu sprechen. Je nach inhaltlichem Kontext wurde diese Einteilung mittlerweile revidiert. Für die Psychologie konnte beispielsweise empirisch aufgezeigt werden, dass r=0,05 einem sehr kleinen, r=0,10 einem kleinen, r=0,20 einem mittleren, r=0,30 einem großen und r≥0,40 einem sehr großen Effekt entspricht.

#### Glass’Δ
Glass (1976) schlug vor, nur die Standardabweichung der zweiten Gruppe zu benutzen
{\displaystyle \Delta ={\frac {{\bar {x}}_{1}-{\bar {x}}_{2}}{s_{2}}}.}
Die zweite Gruppe wird hier als Kontrollgruppe betrachtet. Wenn Vergleiche mit mehreren Experimentalgruppen durchgeführt werden, dann ist es besser {\displaystyle \sigma } aus der Kontrollgruppe zu schätzen, damit die Effektstärke nicht von den geschätzten Varianzen der Experimentalgruppen abhängt.
Unter der Annahme von ungleichen Varianzen in beiden Gruppen ist jedoch die gepoolte Varianz der bessere Schätzer.

#### Hedgesg
Larry Hedges schlug 1981 eine weitere Modifikation vor. Es handelt sich dabei um den gleichen Ansatz wie bei Cohen’s d, mit einer Korrektur der gepoolten Standardabweichung. Leider ist die Terminologie oft ungenau. Ursprünglich wurde diese korrigierte Effektstärke auch d genannt. Hedges g wird auch Cohens {\displaystyle d_{s}} genannt. Cohens d und Hedges g sind weitgehend vergleichbar, allerdings gilt Hedges Modifikation als fehleranfälliger. Insbesondere liefert Hedges g für kleine Stichproben keine erwartungstreuen Schätzer, kann aber korrigiert werden. Hedges g kann nützlich sein, wenn die Stichprobengrößen unterschiedlich sind.
Hedges g wird wie folgt berechnet:
{\displaystyle g={\frac {{\bar {x}}_{1}-{\bar {x}}_{2}}{s^{*}}}}
und
{\displaystyle s^{*}={\sqrt {\frac {(n_{1}-1)s_{1}^{2}+(n_{2}-1)s_{2}^{2}}{n_{1}+n_{2}-2}}}}
ergibt einen verzerrten Schätzer der Effektstärke. Einen unverzerrten Schätzer g* erhält man durch folgende Korrektur:
{\displaystyle g^{*}=J(n_{1}+n_{2}-2)g\approx \left(1-{\frac {3}{4(n_{1}+n_{2})-9}}\right)g}
und
{\displaystyle J(a)={\frac {\Gamma (a/2)}{{\sqrt {a/2}}\Gamma ((a-1)/2)}}}
ergibt einen unverzerrten Schätzer, der zur Berechnung der Konfidenzintervalle der Effekt-Stärken von Stichprobenunterschieden besser geeignet ist als Cohens d, welcher die Effekt-Stärke in der Grundgesamtheit schätzt.
{\displaystyle \Gamma } bezeichnet hierbei die Gamma-Funktion.

### Cohensf2
Cohens {\displaystyle f^{2}} ist ein Maß für die Effektstärke im Rahmen der Varianzanalyse beziehungsweise des F-Tests und der Regressionsanalyse.

#### Regressionsanalyse
Die Effektstärke {\displaystyle f^{2}} berechnet sich
{\displaystyle f^{2}={\frac {R_{\text{included}}^{2}-R_{\text{excluded}}^{2}}{1-R_{\text{included}}^{2}}}}
mit den Bestimmtheitsmaßen {\displaystyle R_{\text{included}}^{2}} mit allen Variablen des
Regressionsmodells und {\displaystyle R_{\text{excluded}}^{2}} ohne die zu testende Variable. Ist nur der gemeinsame Effekt aller Variablen von Interesse, reduziert sich die obige Formel zu
{\displaystyle f^{2}={\frac {R^{2}}{1-R^{2}}}.}
Nach Cohen indiziert {\displaystyle f^{2}=0{,}02} einen kleinen Effekt, {\displaystyle f^{2}=0{,}15} einen mittleren und {\displaystyle f^{2}=0{,}35} einen starken Effekt.

#### F-Test bzw. Varianzanalyse
Die Effektstärke {\displaystyle f} berechnet sich für {\displaystyle k} Gruppen als
{\displaystyle f={\frac {\sqrt {{\frac {1}{k}}\sum _{i=1}^{k}({\bar {x}}_{i}-{\bar {x}})^{2}}}{s}}}
mit {\displaystyle s} ein Schätzer für die Standardabweichung innerhalb von Gruppen.
Nach Cohen indiziert {\displaystyle f=0{,}10} einen kleinen Effekt, {\displaystyle f=0{,}25} einen mittleren und {\displaystyle f=0{,}40} einen starken Effekt.

### Partielles Eta-Quadrat
Die Effektstärke kann auch über das partielle Eta-Quadrat angegeben werden. Die Berechnung ergibt sich folgendermaßen:
{\displaystyle \eta ^{2}={\frac {SQ_{\rm {Effekt}}}{SQ_{\rm {Effekt}}+SQ_{\rm {Rest}}}}}
mit {\displaystyle {SQ_{\rm {Effekt}}}} als Quadratsumme des jeweiligen zu bestimmenden Effektes und {\displaystyle {SQ_{\rm {Rest}}}} als Residuenquadratsumme.
Multipliziert man das partielle Eta-Quadrat mit 100 kann es zur Interpretation der Varianzaufklärung eingesetzt werden. Das Maß gibt dann an, wie viel Varianz der abhängigen Variablen prozentual durch die unabhängige Variable erklärt wird.
Das Programm SPSS von IBM berechnet bei Varianzanalysen standardmäßig partielles Eta-Quadrat. In älteren Programmversionen wurde dies fälschlicherweise als Eta-Quadrat bezeichnet. Bei einer einfaktoriellen Varianzanalyse besteht zwischen Eta-Quadrat und partiellem Eta-Quadrat kein Unterschied. Sobald eine mehrfaktorielle Varianzanalyse berechnet wird, muss das partielle Eta-Quadrat berechnet werden.
Eta-Quadrat als Effektstärkemaß überschätzt aber den Anteil der erklärten Varianz. Rasch u. a. und Bortz empfehlen stattdessen die Verwendung des Populationseffektschätzers Omega-Quadrat {\displaystyle \omega ^{2}}, welcher durch Cohens {\displaystyle f^{2}} folgendermaßen berechnet wird:
{\displaystyle \omega ^{2}={\frac {f^{2}}{1+f^{2}}}}

### Cramers Phi, CramersVund Cohensw
Ein Maß für die Effektstärke kann nicht nur auf der Grundlage von Mittelwert- oder Varianzunterschieden, sondern auch in Bezug auf Wahrscheinlichkeiten berechnet werden. Siehe dazu, Seite 4. In diesem Fall wird aus den Zahlen einer Kreuztabelle, die Wahrscheinlichkeiten statt absoluter Häufigkeiten enthält, {\displaystyle \chi ^{2}} berechnet und daraus die Wurzel gezogen. Das Ergebnis ist Cohens {\displaystyle w} (manchmal auch klein-Omega):
{\displaystyle w={\sqrt {\sum \limits _{i.j=1.1}^{k_{i}.k_{j}}{\frac {\left(p_{b_{i}.j}-p_{e_{i}.j}\right)^{2}}{p_{e_{i}.j}}}}}}
Dabei ist {\displaystyle k_{i}} die Anzahl der Kategorien der Spaltenvariable, {\displaystyle k_{j}} die Anzahl der Kategorien der Zeilenvariable, {\displaystyle p_{b_{i}.j}} die beobachtete Wahrscheinlichkeit in der Zelle i.j und {\displaystyle p_{e_{i}.j}} die erwartete Wahrscheinlichkeit in der Zelle i.j. Erwartete Zellenwahrscheinlichkeiten werden berechnet, indem die jeweils entsprechenden Randwahrscheinlichkeiten miteinander multipliziert werden. Zur Berechnung von {\displaystyle \chi ^{2}} siehe auch und zu Cohens {\displaystyle w} und, S. 6. Da bei Kreuztabellen, die nicht absolute Häufigkeiten, sondern Wahrscheinlichkeiten enthalten, an der Stelle, an der normalerweise die Fallzahl zu finden ist, immer 1 steht, kann statt {\displaystyle w} auch {\displaystyle \phi } berechnet werden, was numerisch identisch ist:
{\displaystyle \phi ={\sqrt {\frac {\chi ^{2}}{n}}}={\sqrt {\frac {\chi ^{2}}{1}}}={\sqrt {\chi ^{2}}}={\sqrt {\sum \limits _{i.j=1.1}^{k_{i}.k_{j}}{\frac {\left(p_{b_{i}.j}-p_{e_{i}.j}\right)^{2}}{p_{e_{i}.j}}}}}=w}
Ebenfalls numerisch identisch ist es, wenn in Bezug auf Kreuztabellen, die Wahrscheinlichkeiten enthalten, {\displaystyle V\cdot {\sqrt {(\min[r,c]-1)}}} berechnet wird, wobei {\displaystyle r} die Anzahl der Zeilen, {\displaystyle c} die Anzahl der Spalten und {\displaystyle \min[r,c]} die kleinere der beiden Zahlen ist.
Für Cohens {\displaystyle w} gelten konventionell der Wert 0,1 als klein, 0,3 als mittel und 0,5 als groß.

## Kleine, mittlere und große Effektstärken
Die vorher angegebenen Werte für kleinere, mittlere oder große Effektstärken hängen stark vom Sachgebiet ab. Cohen hat die Werte im Rahmen seiner Analysen und dem sozialwissenschaftlichen Usus gewählt.

“This is an elaborate way to arrive at the same sample size that has been used in past social science studies of large, medium, and small size (respectively). The method uses a standardized effect size as the goal. Think about it: for a "medium" effect size, you'll choose the same n regardless of the accuracy or reliability of your instrument, or the narrowness or diversity of your subjects. Clearly, important considerations are being ignored here. "Medium" is definitely not the message!”

„Dies ist ein komplizierter Weg, um zu den gleichen Stichprobenumfängen zu gelangen, die in der Vergangenheit in großen, mittleren und kleinen sozialwissenschaftlichen Studien benutzt worden sind. Diese Methode hat eine standardisierte Effektstärke zum Ziel. Denken wir darüber nach: Für eine "mittlere" Effektstärke wählen wir den gleichen Stichprobenumfang unabhängig von der Genauigkeit oder der Verlässlichkeit des Instrumentes, die Ähnlichkeit oder die Unterschiede der Untersuchungsobjekte. Natürlich werden hier wichtige Aspekte der Untersuchung ignoriert. "Mittel" ist kaum die Botschaft!“

Sie werden daher von vielen Forschern nur als Richtwerte akzeptiert, beziehungsweise kritisch hinterfragt. Eine empirische Untersuchung bezüglich der Häufigkeiten der Effektstärken in der Differentiellen Psychologie hat ergeben, dass Cohens Einteilung der Pearson-Korrelationen (klein = 0,10; mittel = 0,30; groß = 0,50) die Befundlage in diesem Forschungsbereich unzureichend abbilden. So konnten nur in weniger als 3 % der herangezogenen Studienergebnisse (insgesamt 708 Korrelationen) eine Effektstärke von mindestens {\displaystyle r=0{,}5} beobachtet werden. Basierend auf dieser Untersuchung wird vielmehr empfohlen, in diesem Bereich {\displaystyle r=0{,}1} als kleine, {\displaystyle r=0{,}2} als mittlere und {\displaystyle r=0{,}3} als große Effektstärke zu interpretieren.